# Eleanor Hardwick
Eleanor "El" Hardwick (Inglaterra, 1993) trabalha com fotografia, direção, curadoria, música e artes multidisciplinares. Se apresenta sob o pseudônimo Moonbow. Eleanor se identifica como uma pessoa não-binária. Em 2016, Eleanor, sua irmã Rachel, e Chrissie White colaboraram em um livro de fotografia autopublicado, intitulado Corpos celestiais. Participou de entrevistadas e apresentações em publicações como The Independent, The Guardian e British Vogue, e expôs em galerias como o Victoria and Albert Museum, o Southbank Centre e a The Cob Gallery.